# Sikanni Old Growth Park
Sikanni Old Growth Park är en park i Kanada.   Den ligger i provinsen British Columbia, i den centrala delen av landet, 3 400 km väster om huvudstaden Ottawa. Sikanni Old Growth Park ligger 385 meter över havet.
Terrängen runt Sikanni Old Growth Park är huvudsakligen platt, men åt nordväst är den kuperad. Sikanni Old Growth Park ligger nere i en dal. Trakten runt Sikanni Old Growth Park är nära nog obefolkad, med mindre än två invånare per kvadratkilometer..
I omgivningarna runt Sikanni Old Growth Park växer i huvudsak barrskog.